# Primarias del Partido Republicano de 2012 en el Distrito de Columbia
Las Primarias del Partido Republicano de 2012 en el Distrito de Columbia. se hicieron el 3 de abril de 2012. Las Primarias del Partido Republicano son una Primarias, con 19 delegados para elegir al candidato del partido Republicano para las elecciones presidenciales de Estados Unidos de 2012.  En el Distrito de Columbia estaban en disputa 19 delegados.

## Elecciones

### Resultados
| Primarias del Distrito de Columbia de 2012 | Primarias del Distrito de Columbia de 2012 | Primarias del Distrito de Columbia de 2012 | Primarias del Distrito de Columbia de 2012 |
| Candidato                                  | Votos                                      | Porcentaje                                 | Delegados                                  |
| ------------------------------------------ | ------------------------------------------ | ------------------------------------------ | ------------------------------------------ |
| Mitt Romney                                | 3,577                                      | 68.04%                                     | 18                                         |
| Ron Paul                                   | 621                                        | 11.81%                                     | 0                                          |
| Newt Gingrich                              | 558                                        | 10.61%                                     | 0                                          |
| Jon Huntsman (retirado)                    | 348                                        | 6.62%                                      | 0                                          |
| Otros votos                                | 152                                        | 2.89%                                      | 0                                          |
| Delegados no proyectados:                  | Delegados no proyectados:                  | Delegados no proyectados:                  | 1                                          |
| Total:                                     | 5,256                                      | 100%                                       | 19                                         |